# Miro Cerar
Miroslav Cerar Jr. (/ˈmíːrɔslaw ˈt͡sɛ̀ːrar ˈjúːnjɔr/, còn được biết đến Miro Cerar /ˈmíːrɔ ˈt͡sɛ̀ːrar/; sinh ngày 25 tháng 8 năm 1963 tại Ljubljana) là luật sư, chính trị gia người Slovenia. Hiện ông đang giữ chức vụ thủ tướng Slovenia, nhiệm kỳ từ ngày 18 tháng 9 năm 2014 đến nay.
Cerar là con trai của Miroslav Cerar Sr.. Cerar là giáo sư khoa luật của Đại học Ljubljana và là cố vấn pháp lý cho Quốc hội Sloveni.
Sau khi bà Alenka Bratušek từ chức thủ tướng và tháng 5 năm 2014, Cerar thông báo rằng ông sẽ tham gia vào chính trị quốc gia. Ngày 2 tháng 6 năm 2014, ông thành lập đẳng chính trị mới được gọi là Stranka Mira Cerarja / Stranka modernega centra. Trong cuộc bầu cử vào tháng 7 năm 2014, đảng của Cerar đã giành chiến thắng với tổng cộng 36 trên 90 ghế trong nghị viện, Cerar trở thành thủ tướng được chỉ định.